# Михайло (Колтун)
Михайло (Михаїл) Колтун ЧНІ (у світі Михайло Павлович Колтун; нар. 28 березня 1949, Полоничі) — український церковний діяч, редемпторист, єпископ Сокальсько-Жовківський Української греко-католицької церкви (2000—2024).

## Життєпис
Народився 28 березня 1949 р. у с. Полоничі Буського району Львівської області.
Після навчання у Львівському технікумі промислової автоматики та служби на флоті працював протягом 1972–1989 рр. на Львівському заводі залізобетонних виробів. У 1974 р. вступив до монастиря Чину Найсвятішого Ізбавителя (оо. Редемптористів) у Львові. З 1975 до 1981 рр. навчався у підпільній семінарії. 8 листопада 1981 р. склав вічні монаші обіти. 13 грудня 1981 р. отримав ієрейські свячення від єпископа Володимира (Стернюка) (у 1972—1991 роках — виконувач обов'язків голови Української греко-католицької церкви).
У 1993 р. призначений єпископом Зборівським УГКЦ. Єпископська хіротонія відбулася 19 вересня 1993 р. У 1996—1997 рр. виконував обов'язки екзарха Києво-Вишгородського. У 1997 році знову переведений на Зборівську єпархію. Із 1997 р. — уповноважений від єпископату УГКЦ у справах капеланства і духовної опіки військовослужбовців усіх родів військ України. З 21 липня 2000 р. — правлячий єпископ новоствореної Сокальської єпархії. З 2006 р., у зв'язку зі зміною назви єпархії, носить титул єпископа Сокальсько-Жовківського.
Призначений на керівника Департаменту військового капеланства Патріаршої курії УГКЦ, а 21 грудня 2017 р. обраний вдруге на голову Ради у справах душпастирської опіки при Міністерстві оборони України, перший раз — очолював цю Раду у 2011 році.
17 жовтня 2024 року у Ватикані повідомлено про те, що Отець і Глава Української Греко-Католицької Церкви Блаженніший Святослав за згодою Синоду прийняв зречення з уряду владики Михайла Колтуна, дотеперішнього єпископа Сокальсько-Жовківського, а на його місце Святіший Отець поблагословив рішення Синоду Єпископів УГКЦ призначити владику Петра Лозу.

## Нагороди
- Орден «За заслуги» ІІІ-го ступеня (2009)[4]